# Tate Modern 2
Tate Modern 2 es el nombre por el que se conoce la futura ampliación de Tate Modern, el Museo Nacional Británico de Arte Moderno ubicado en la Central de energía de Bankside, en Londres. El proyecto de ampliación fue realizado por el estudio de arquitectura suizo Herzog & De Meuron, que ya dirigió el proyecto original de reconversión de la central en museo de arte moderno.
El proyecto original de la ampliación fue presentado oficialmente por el presidente del Grupo Tate Nicholas Serota, junto con el director de Tate Modern Vicente Todolí el 25 de julio de 2006. El proyecto definitivo, no obstante, se presentó el 18 de julio de 2008, modificándose la fachada de cajas apiladas de vidrio del proyecto original por otra fachada con una celosía continua de ladrillo. Según explicaron los arquitectos, el cambio se produjo para favorecer la relación entre la fachada del nuevo edificio con la del existente, también de ladrillo.
El objetivo de los dirigentes del grupo Tate es que la ampliación Tate Modern 2 pueda ser inaugurada para los Juegos Olímpicos de Londres 2012.

## Historia de la ampliación
En el pliego de condiciones del proyecto original de Tate Modern se incluía la previsión para poder llevar a cabo en el futuro, en el caso de ser necesario, una ampliación del edificio hacia la zona ocupada en aquel momento por los transformadores. Por este motivo, el espacio principal del museo, la Sala de las turbinas, se diseñó de tal forma que pudiera seguir siendo tras la construcción de la ampliación el núcleo en torno al cual rotaría la vida del museo ampliado.

### El proyecto original de 2006
El 25 de julio de 2006 se presentó de fora oficial el proyecto de la ampliación de Tate Modern. Con un presupuesto estimado de 215 millones de libras, el nuevo edificio se presentaba como una pirámide de formas asimétricas compuesta por "cajas". Estas "cajas" serían unos bloques rectangulares de vidrio que acogerían diferentes usos según las necesidades.
El edificio original preveía añadir un 60% más a la superficie de exposición del museo, y fue aprobado definitivamente por el Consejo de Southwark el 28 de marzo de 2007. El director de Tate Modern Nicholas Serota declaró tras la aprobación del proyecto: "esta decisión no habría sido posible sin la implicación y el apoyo de los residentes locales [de Southbank]".

### El proyecto definitivo de 2008
El proyecto de ejecución definitivo se presentó el 18 de julio de 2008, dos años tras la presentación del primer proyecto de ampliación de Tate Modern. El presupuesto se mantuvo en los 215 millones de libras, mientras que el diseño exterior del proyecto cambió de forma radical. En lugar de la fachada facetada de vidrio original, el nuevo diseño exterior se basaba en una celosía continua de ladrillo, que según la explicación de los arquitectos, se adaptaba mejor a la fábrica de ladrillo de la fachada del edificio original. Sobre esta celosía continua se abrirían unas largas aberturas horizontales en las que se situarían los ventanales hacia el exterior.
Con sus once plantas y 70 metros sobre rasante, el diseño final del edificio añadiría 21.500 metros cuadrados adicionales a los 35.000 ya existentes (algo más del 60%).

## El edificio

### Financiación
The London Development Agency - overseen by the capital's mayor Ken Livingstone - is providing £7m towards the project.